# Jan Rzepecki

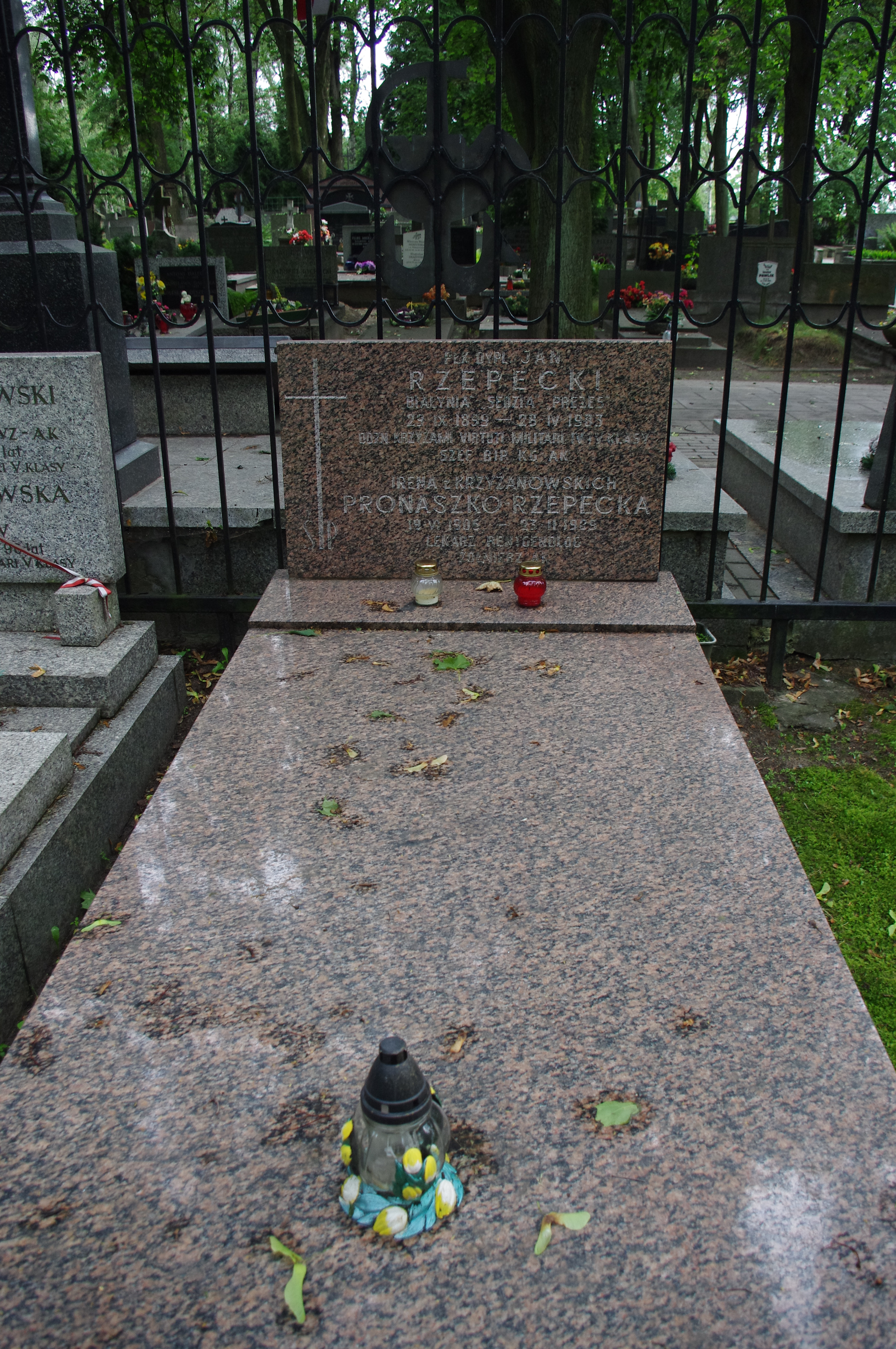
Grób pułkownika Jana Rzepeckiego na Cmentarzu Wojskowym na Powązkach w Warszawie

Jan Rzepecki, ps. „Prezes”, „Białynia”, „Ożóg”, „Burmistrz”, „Górski”, „Krawczyk”, „Ślusarczyk”, „Rejent”, „Sędzia”, „Wolski” (ur. 29 września 1899 w Warszawie, zm. 28 kwietnia 1983 tamże) – polski pisarz i historyk wojskowości, doktor nauk historycznych (1964), pułkownik dyplomowany piechoty Wojska Polskiego, dwukrotny kawaler Orderu Virtuti Militari. Szef Biura Informacji i Propagandy Komendy Głównej ZWZ-AK (1940–1945) oraz Delegatury Sił Zbrojnych na Kraj (maj–sierpień 1945). Założyciel i pierwszy prezes Zrzeszenia Wolność i Niezawisłość (od września 1945).

## Życiorys
Syn Kazimierza Rzepeckiego (1866–1902), z zawodu dziennikarza, i Izy Moszczeńskiej-Rzepeckiej (1864–1941), działaczki społecznej i oświatowej. Pochodził z bardzo zasłużonej rodziny. Był bratankiem Karola Rzepeckiego, działacza politycznego, wnukiem wydawcy Ludwika Władysława Rzepeckiego i prawnukiem Kajetana Władysława Rzepeckiego, wojskowego. Jego siostrą była Hanna Pohoska.

### Młodość
Od września 1909 r. uczęszczał do Gimnazjum im. Jana Kreczmara w Warszawie. Od 1912 r. działał w tajnym skautingu. W maju 1914 r. wstąpił do Związku Strzeleckiego. Po wybuchu I wojny światowej, od sierpnia 1914 r. służył w Legionach Polskich, przydzielony został w szeregi 1 pp, awansując w nim lipcu 1916 r. na stanowisko dowódcy sekcji. Po tzw. kryzysie przysięgowym w lipcu 1917 r. znalazł się w szeregach Polskiej Siły Zbrojnej. Po ukończeniu kursu wyszkolenia w Zambrowie (w sierpniu 1917 r.) został kadetem klasy „A” Szkoły Aspirantów Oficerskich, utworzonej w Ostrowi Mazowieckiej i przekształconej później w Szkołę Podchorążych Piechoty. Następnie pełnił funkcję dowódcy plutonu.

### Dwudziestolecie międzywojenne
Od listopada 1918 służył w Wojsku Polskim, gdzie był dowódcą plutonu w szkole podchorążych. Został awansowany do stopnia porucznika piechoty ze starszeństwem z dniem 1 czerwca 1919. Był przydzielony do 3 Pułku Piechoty Legionów. W okresie od maja do grudnia 1919 dowodził nim w walkach na froncie wojny polsko-bolszewickiej. W 1920 otrzymał świadectwo dojrzałości i rozpoczął studia na Wydziale Prawa Uniwersytetu Warszawskiego (1921–1922) oraz w Szkole Nauk Politycznych w Warszawie (1923–1924). W kwietniu 1921 ukończył kurs dowódców kompanii w Centrum Wyszkolenia Piechoty. Ukończył również kurs dowódców kompanii i batalionów we Francji (czerwiec-sierpień 1921). W latach 1922–1924 był słuchaczem Kursu Normalnego w Wyższej Szkole Wojennej w Warszawie. Został awansowany do stopnia kapitana piechoty ze starszeństwem z dniem 1 lipca 1923. Z dniem 1 października 1924, po ukończeniu kursu i uzyskaniu tytułu naukowego oficera Sztabu Generalnego, otrzymał przydział do Oficerskiej Szkoły Piechoty w Warszawie, gdzie wykładał taktykę i historię wojskowości. Od sierpnia 1925 dowodził jednocześnie batalionem podchorążych. Na czele tego batalionu walczył w trakcie zamachu majowego po stronie konstytucyjnych władz państwowych przeciwko siłom Józefa Piłsudskiego. W czerwcu 1926 został przeniesiony do Dowództwa Okręgu Korpusu Nr II w Lublinie na stanowisko referenta w Oddziale Wyszkolenia Sztabu. 28 października 1926 został przeniesiony do Dowództwa 4 Brygady Ochrony Pogranicza w Czortkowie na stanowisko pełniącego obowiązki I oficera sztabu. 26 kwietnia 1928 został przeniesiony z Korpusu Ochrony Pogranicza do Doświadczalnego Centrum Wyszkolenia w Rembertowie na stanowisko asystenta i służył tam w kolejnych latach. 17 grudnia 1931 awansowany na stopień majora ze starszeństwem z dniem 1 stycznia 1932 roku i 5. lokatą w korpusie oficerów piechoty. W Wyższej Szkole Wojennej był asystentem wykładowcy taktyki mjr. Jana Kosiny, następnie w latach 1935–1939 był tam wykładowcą taktyki. Na początku czerwca 1935 został wybrany zastępcą członka zarządu Towarzystwa Wiedzy Wojskowej.
Był encyklopedystą. Został wymieniony w gronie edytorów ośmiotomowej Encyklopedii wojskowej wydanej w latach 1931–1939 gdzie zredagował hasła związane z taktyką piechoty. Wchodził w skład komitetu redakcyjnego tej encyklopedii .

### II wojna światowa
W marcu 1939 przydzielony na stanowisko szefa Oddziału III Operacyjnego w sztabie Armii „Kraków”. W jej szeregach odbył kampanię wrześniową. 1 października 1939 przybył do Warszawy. Podczas okupacji niemieckiej posługiwał się różnymi fałszywymi nazwiskami i był zameldowany w różnych mieszkaniach. Od października 1939 działał w konspiracji, najpierw w Służbie Zwycięstwu Polski, później w Związku Walki Zbrojnej, gdzie był szefem sztabu okręgu Warszawa-Miasto. Od października 1940 szef Biura Informacji i Propagandy w Komendzie Głównej ZWZ-AK. Od stycznia 1941 do stycznia 1942 był redaktorem fachowego miesięcznika wojskowego „Insurekcja”. Z racji swojego stanowiska wchodził do Rady Propagandowej, złożonej z przedstawicieli AK i Delegatury Rządu na Kraj, oraz do Kierownictwa Walki Podziemnej, utworzonego w lipcu 1943. Latem 1940 za pośrednictwem działacza PPS, Feliksa Misiorowskiego, zgłosił akces do PPS-WRN. Kierownictwo partii wyraziło na to zgodę, jednak zachowując ten fakt w tajemnicy. Był zdecydowanym przeciwnikiem mianowania gen. Bora-Komorowskiego na dowódcę AK. Podczas powstania warszawskiego przebywał w sztabie komendanta Okręgu AK Warszawa, gen. Antoniego Chruściela. Od 5 października 1944 przebywał w niewoli niemieckiej. Od 22 października 1944 więzień Oflagu II C Woldenberg. Przebywał tam aż do 30 stycznia 1945, kiedy został on wyzwolony przez Armię Czerwoną.

### Okres powojenny
W marcu 1945 został mianowany zastępcą komendanta organizacji NIE, wcześniej komendanta AK, gen. Leopolda Okulickiego. Po jego aresztowaniu w końcu marca został p.o. komendanta NIE. Po likwidacji organizacji, na przełomie kwietnia i maja 1945, zajął się tworzeniem Delegatury Sił Zbrojnych na Kraj, której został wyznaczony dowódcą. Był zwolennikiem zakończenia pozbawionej perspektyw walki zbrojnej i podjęcia działalności politycznej. 27 maja 1945 wspólnie ze Stefanem Korbońskim i Kazimierzem Moczarskim wydał odezwy do pozostających w konspiracji żołnierzy, do zakończenia walki i przyłączeniu się do pracy nad odbudową kraju. Rozkazem z 6 sierpnia 1945 rozwiązał Delegaturę Sił Zbrojnych na Kraj. We wrześniu 1945 założył konspiracyjną organizację Zrzeszenie Wolność i Niezawisłość. W części deklaracji WiN dotyczącej polityki zagranicznej była mowa m.in. o konieczności utrzymania dobrych stosunków politycznych i gospodarczych z ZSRR. Krytykował jednakże płk. Jana Mazurkiewicza za nawoływanie z więzienia do ujawniania się byłych żołnierzy i oficerów AK i DSZ.
5 listopada 1945 w Łodzi został aresztowany. Zawierzywszy gwarancjom śledczych Ministerstwa Bezpieczeństwa Publicznego o nierepresjonowaniu, ujawnił wszystkich swoich współpracowników i nawoływał do ujawnienia się pozostałych członków WiN-u. Było to powodem kolejnej fali aresztowań przez UB żołnierzy i działaczy podziemia niepodległościowego. Wydał cały majątek, który pozostał mu w spadku po AK – milion dolarów w złocie i banknotach, drukarnie, archiwa, radiostacje. W toczącym się przed Wojskowym Sądem Rejonowym w Warszawie od 4 stycznia do 3 lutego 1947 procesie pokazowym I Zarządu WiN skazany został na karę 8 lat pozbawienia wolności. Innymi oprócz Rzepeckiego oskarżonymi byli: Marian Gołębiewski, Jan Szczurek-Cergowski, Antoni Sanojca, Tadeusz Jachimek, Henryk Żuk, Kazimierz Leski, Józef Rybicki, Ludwik Muzyczka i Emilia Malessa. 5 lutego 1947 został ułaskawiony przez prezydenta RP, Bolesława Bieruta. Po wyjściu z więzienia przyjęty do ludowego Wojska Polskiego. Został mianowany wicedyrektorem Wojskowego Instytutu Naukowo-Wydawniczego, a następnie szefem Wydziału Studiów w Akademii Sztabu Generalnego. 22 kwietnia 1947 wygłosił odczyt pt. „Wyjdź z podziemia – buduj Polskę”, którego tekst opublikowano następnie w kilku pismach. 16 stycznia 1949 ponownie aresztowany. W czasie pobytu w więzieniu został zwolniony ze służby wojskowej i przeniesiony w stan spoczynku. 24 grudnia 1954 zwolniony z więzienia z powodu braku podstaw do wszczęcia przeciw niemu postępowania. Przyznano mu także zasiłek. Po rehabilitacji, w listopadzie 1955 znalazł zatrudnienie w Instytucie Historii Polskiej Akademii Nauk. Przyznano mu tam stanowisko zastępcy profesora. Od października 1961 był tam adiunktem, a od czerwca 1962 starszym pracownikiem techniczno-badawczym. W październiku 1964 nadano mu w IH PAN tytuł doktora nauk historycznych na podstawie rozprawy Legion Wschodni 1914, wydanej drukiem jako Sprawa Legionu Wschodniego 1914 roku (Państwowe Wydawnictwo Naukowe, Warszawa 1966). W IH PAN pracował do grudnia 1969, kiedy to przeszedł na emeryturę.
Od 1959 wchodził w skład komitetu redakcyjnego czasopisma Najnowsze Dzieje Polski. Materiały i studia z okresu II wojny światowej. Jego teksty publikowano także w Wojskowym Przeglądzie Historycznym. Oprócz swojej rozprawy doktorskiej opublikował jeszcze dwie książki: Wspomnienia i przyczynki historyczne (Czytelnik, 1956) oraz Rodowód Wojska Drugiej Rzeczypospolitej (Wydawnictwo MON, 1959).
Po powrocie do władzy Władysława Gomułki i liberalizacji polityki partii komunistycznej w kraju zaangażował się w działalność publiczną. W sierpniu 1956 na pierwszym posiedzeniu Społecznego Komitetu Budowy Pomnika Bohaterów Warszawy został wybrany jego wiceprzewodniczącym. Po VIII Plenum KC PZPR opublikowano w Życiu Warszawy jego list otwarty, w którym wzywał dawnych żołnierzy Armii Krajowej do uczestnictwa w życiu politycznym i udziału w wyborach do Sejmu. W grudniu 1956 był sygnatariuszem listu zbiorowego żołnierzy AK do premiera Józefa Cyrankiewicza, w którym domagano się anulowania postanowienia TRJN z września 1946 o odebraniu obywatelstwa polskiego generałom pozostającym po wojnie na emigracji (postanowienie to uchyliła jednak dopiero Rada Ministrów w listopadzie 1971). W grudniu 1956 został członkiem Związku Bojowników o Wolność i Demokrację. Należał do Zarządu Głównego i Rady Naczelnej tej organizacji. Był także członkiem Klubu Krzywego Koła.
Został pochowany na Cmentarzu Wojskowym na Powązkach w Warszawie (kwatera B18-7-24).

## Awanse
- podpułkownik – 1938[3]
- pułkownik – 1 lipca 1940[3]

## Ordery i odznaczenia
- Order Orła Białego – pośmiertnie, 11 listopada 1995[29]
- Krzyż Złoty Orderu Wojennego Virtuti Militari nr 68 – 1944[30]
- Krzyż Srebrny Orderu Wojskowego Virtuti Militari nr 7147 – 17 maja 1922[31][2]
- Krzyż Niepodległości – 4 lutego 1932[32]
- Krzyż Walecznych trzykrotnie
- Złoty Krzyż Zasługi – 25 maja 1939[33]
- Medal Pamiątkowy za Wojnę 1918–1921[34]
- Medal Dziesięciolecia Odzyskanej Niepodległości

## Opinie
Oficer przesiąknięty nawskroś ideami przedwojennego wojska. Przy swej wysokiej inteligencji i dużym zasobie wiadomości wojskowych – oddziaływał na korpus oficerski w duchu swych przekonań. Nie nadaje się do korpusu oficerskiego Ludowego Wojska Polskiego.